# Cambiasca
Cambiasca là một đô thị ở tỉnh Verbano-Cusio-Ossola trong vùng Piedmont, có cự ly khoảng 120 km về phía đông bắc của Torino và khoảng 6 km về phía đông bắc của Verbania. Tại thời điểm ngày 31 tháng 12 năm 2004, đô thị này có dân số 1.529 người và diện tích là 3,9 km².
Đô thị Cambiasca có các frazioni (đơn vị cấp dưới, chủ yếu là các làng) Ramello and Comero.
Cambiasca giáp các đô thị: Caprezzo, Miazzina, Verbania, Vignone.